# Rosemar Coelho Neto
Rosemar Coelho Neto, född 2 januari 1977, är en friidrottare från Brasilien. Hon deltog vid olympiska sommarspelen 2004 och olympiska sommarspelen 2008.